# El Castillo (ort)
El Castillo är en ort i Nicaragua. Den ligger vid floden Río San Juan i kommunen  El Castillo  i departementet Río San Juan, i den södra delen av landet.